# Rauracis
Rauracis ist der Name eines Jahrbuchs mit Beiträgen zur Geschichte von Stadt und Land Basel, das 1827 bis 1831 von Markus Lutz herausgegeben wurde, der auch alle Beiträge schrieb. Das Jahrbuch erschien bei der Schweighauserischen Verlagsbuchhandlung in Basel.
Der Name des Jahrbuchs ist abgeleitet vom keltischen Stamm der Rauriker (lat.: Raurici, Rauraci), der im Gebiet des Basler Rheinknies siedelte. Die Publikation erschien mit dem Untertitel Ein Taschenbuch für JJJJ den Freunden der Vaterlandskunde gewidmet.
1849 knüpften der Basler Verlag Schweighauser und Wilhelm Theodor Streuber mit dem Basler Taschenbuch an die Tradition von Rauracis an.

## Verfügbarkeit und Erschliessung
Alle Bände von Rauracis stehen als Digitalisate zur Verfügung – der Nachweis der Digitalisate und die Inhaltsverzeichnisse sind auf Wikisource zu finden.